# Qurus
Qurus ist ein Verwaltungsbezirk (Ward) des Distrikts Karatu in der tansanischen Region Arusha.

## Geografie
Qurus liegt im Norden von Tansania etwa 110 Kilometer westlich der Regionshauptstadt Arusha zwischen den Nordufern der Seen Eyasi und Manyara. Der Bezirk grenzt im Norden an den Bezirk Ganako, im Nordosten an Karatu, im Osten an Rhotia, im Süden an Endamarariek und im Westen an Daa.
Qurus hat eine Fläche von 138 Quadratkilometern. Bei der Volkszählung 2022 lebten hier 28.576 Menschen in 6355 Haushalten.

## Gliederung
Der Bezirk besteht aus sieben Gemeinden (Mtaa) mit 26 Orten (Kitongoji):
| Gyekrum Lambo - Gwandumehhi - Lambo Kaskazini | Gendaa - Gendaa - Naray - Titiwi - Masabeda - Sekondari | Gongali - Kati - Baghar - Kinihhe - Haydom | Qorong’aida - Magesho - Ampa - Asilini - Qangari | Qurus - Gidmaja - Menday - Kati | Bashay - Butiama - Hallet - Umbe - Ufana | Doffa - Doffa Juu - Njiapanda - Qanghari - Mefurda |

## Wirtschaft und Infrastruktur
- Landwirtschaft: Qurus gehört zur mittleren Zone des Distrikts Karatu. Diese hat sandig-lehmige Böden, auf denen Mais, Bohnen, Erbsen, Hirse, Sonnenblumen, Sorghum und Maniok angebaut werden.[7]
- Gesundheit: Im Bezirk liegen vier staatliche Apotheken, je eine in den Gemeinden Gyekrum Lambo,[8] Gongali,[9] Qurus[10] und Bashay.[11]
- Bildung: Die Qurus Secondary School ist eine staatliche weiterführende Schule, die Burschen und Mädchen bis zur 4. Stufe ausbildet.[12]

## Sonstiges
Die Evangelisch-lutherische Kirchen Oberferrieden und Postbauer-Heng pflegen seit 1978 eine Partnerschaft mit der Gemeinde Qurus.